# L'Homme de la Jamaïque
Pour plus de détails, voir Fiche technique et Distribution.
L'Homme de la Jamaïque est un film français réalisé par Maurice de Canonge, sorti en 1950.

## Synopsis
Jacques Mervel, un trafiquant surnommé l'Homme de la Jamaïque, rencontre à Tanger Vicky Blanchard, une jeune infirmière. Celle-ci vient d'entrer au service d'une vieille dame, Mme Milleris, qui se révèle être une trafiquante d'armes, concurrente de Jacques Mervel. Mais l'amour s'en mêle.

## Fiche technique
- Titre : L'Homme de la Jamaïque
- Autre titre : Une aventure de Jacques Mervel à Tanger
- Réalisation : Maurice de Canonge
- Scénario : Jacques Companeez, d'après le roman éponyme de Robert Gaillard (Editions André Martel, 1950)
- Dialogues : Louis Martin
- Photographie : Lucien Joulin
- Décors : Robert Dumesnil
- Son : Julien Coutellier
- Musique : Louiguy
- Montage : Louis Devaivre
- Sociétés de production : Bellair Films - Union Générale Cinématographique
- Pays d'origine :  France
- Genre : Aventure
- Durée : 120 minutes
- Date de sortie : 
  - France : 22 décembre 1950
- Affiche : Jacques Bonneaud (France)

## Distribution
- Pierre Brasseur : Jacques Mervel
- Véra Norman : Vicky Blanchard
- Georges Tabet : Pablo Lopez
- Marcelle Géniat : Mme Milleris
- Louis Seigner : Capitaine Hoggan
- Nicolas Amato
- Jean-Roger Caussimon : Docteur Van Boeken
- Jany Vallières : Marguerite
- Simone Laure
- Félix Oudart
- Jean Pignol
- Daniel Lecourtois
- Alexandre Rignault : Rapal
- Hélène Dassonville